# Теодор Траянов
Теодор Траянов (болг. Теодор Василев Траянов; 30 січня 1882, Пазарджик — 15 січня 1945, Софія, Болгарія) — болгарський поет-символіст, літературний критик, дипломат, шаховий діяч, педагог. Один з найбільших поетів Болгарії. 

## Життєпис
Народився в сім'ї судді і вчительки, вихідців з Вардарської Македонії. Брат Асен Траянов (1885 — 1940), військовий інженер і картограф. 
Закінчив у 1900 фізико-математичний факультет Софійського університету, потім Віденський політехнічний інститут (1901 — 1908). Дипломований архітектор. 
Добровольцем брав участь у двох Балканських війнах (1912 — 1913). Воював під командуванням Христо Чернопеєва. 
Був членом болгарської делегації у Відні (1914 — 1920), працював у болгарському генеральному консульстві в Бреслау (нині Вроцлав, 1922).  
У 1923 повернувся до Болгарії і зайнявся літературною діяльністю.  
У 1926 — 1933 працював учителем у Першій середній школі для хлопчиків в Софії. 
Шахіст. Учасник і переможець першого неофіційного чемпіонату Болгарії з шахів (1907).  
У 1931 став головою новоствореного Болгарської шахової спілки.  
13 квітня 1936 зіграв внічию партії з Олександром Алехіним на турнірі в Софії. 

## Творчість
Визнаний класиком болгарської літератури. Поряд з Пейо Яворовим вважається основоположником болгарського символізму. 
Дебютував як поет в 1899. 
Автор низки збірок поезії, статей і рецензій в галузі літератури, театру і музики. 
Переклав драми «Річард III» Шекспіра, «Змова Фієско в Генуї» Шиллера, «Принц Фрідріх Гомбурзький» Генріха фон Кляйста та ін. 
Деякі вірші Теодора Траянова були перекладені англійською мовою і увійшли до антології. 

## Вибрана бібліографія
- Regina mortua. Стихотворения. 1909
- Химни и балади. Избрани стихотворения. 1902—1909. 1912
- Български балади. 1921, 1995
- Песен на песните. 1923
- Романтични песни. София, 1926
- Освободеният човек. 1905—1911, 1929
- Пълно събрание на съчиненията: Т. 1 — 3: Т. 3 София: Ст. Атанасов 1929.
- Декламаториум. Най-популярни песни и поеми. 1932
- Пешо чорлавият. Истории за непослушни деца. Нагодил на бълг. ез…, 1933
- Пантеон, 1934.
- Най-хубавите басни за деца. Нагодил на бълг. ез… 1934
- Едно, две, три… Стихове от… Пантеон. 1934
- Земя и дух. 1921—1926. Кн. 1. 1941
- Избрани стихотворения. 1966
- Избрани творби. 1981
- Венчани духовно Дневник и стихотворения: Писма от Теодор Траянов. София УИ «Св. Кл. Охридски» 2000.

Почесний громадянин Пазарджика. 